# Борското
Борското (болг. Борското) — село в Болгарии. Находится в Габровской области, входит в общину Габрово. Население составляет 9 человек.

## Политическая ситуация
В местном кметстве Гыбене, в состав которого входит Борското, должность кмета (старосты) исполняет Марина Иванова Тодорова (независимый) по результатам выборов.
Кмет (мэр) общины Габрово — Томислав Пейков Дончев (Граждане за европейское развитие Болгарии (ГЕРБ)) по результатам выборов.